# Angelica Hale
Angelica Hale (Atlanta, 31 luglio 2007) è una cantautrice statunitense.

## Biografia
Nata ad Atlanta in Georgia nel 2007 il padre Colin Hale è cittadino statunintense mentre la madre Eva Bolando ha origini filippine.
All'età di quattro anni ha contratto una polmonite batterica che ha colpito duramente alcuni organi, tra cui i reni, e lasciato delle ferite permanenti al polmone destro. 
Dopo un anno e mezzo di dialisi si è reso necessario un trapianto di rene donato dalla madre.

## Cantante
Nel 2017 ha partecipato alla stagione numero 12 di America's Got Talent. Nella fase di audizione ha riscosso un consenso unanime con la sua interpretazione di "Rise Up" di Andra Day, nel primo turno della competizione ha ricevuto il Golden buzzer con la sua cover di "Girl on Fire" di Alicia Keys. Nei turni successivi ha interpretato "Clarity" di Zedd e Foxes, "Without You" di David Guetta, "Symphony" di Clean Bandit e Zara Larsson ed infine in finale "Stronger (What Doesn't Kill You)" di Kelly Clarkson interpretata con la stessa Clarkson e l'altra concorrente Kechi Okwuchi. Si è classificata al secondo posto subito dopo Darci Lynne, diventando il secondo classificato più giovane nella storia di Americas Got Talent.
Nel 2019 ha partecipato ad America's Got Talent: The Champions ottenendo al primo turno il Golden buzzer e terminando al settimo posto tra i dodici finalisti della competizione.
Ha partecipato come cantante a numerosissime manifestazioni in tutti gli Stati Uniti e ed è diventata la prima ambasciatrice bambina della National Kidney Foundation, associazione dei trapiantati di reni statunitensi.
Nel 2019 ha ha pubblicato il suo singolo di debutto "Feel the Magic", canzone di cui ha curato anche la realizzazione del testo.

## Attrice
Nel 2019 è uscito American Reject, film che la vede protagonista. Nello stesso anno ha dato la voce al personaggio principale della serie animata Maya Unstoppable.